# 김성결
김성결은 (1991년 1월 27일 ~) 대한민국의 배우이다.

## 학력
- 백제예술대학교 연기과

## 출연작

### 드라마
- 《아름다운 소통9》 (2018년, 복지TV)
- 《아름다운 소통10》 (2019년, 복지TV)
- 《유별나! 문셰프》 (2020년, 채널A) - 김비서 역
- 《우월한 하루》 (2021년, OCN) - 강순경 역

### 영화
- 《친절한 경찰》 (2021년) - 박순경 역

### ETC
- 서초구 공익 광고 - 마스크편 (2021년)
- 프링글스 CF (2021년)
- 드래곤 블러드 CF (2021년)

- 밴드그룹 더넛츠 멤버 (2004~2013년)